# Robert F. Christy

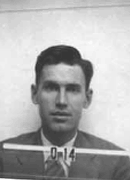
Robert F. Christy

Robert Frederick Christy (* 14. Mai 1916 in Vancouver, Kanada; † 3. Oktober 2012 in Pasadena, Kalifornien, Vereinigte Staaten) war ein US-amerikanischer Physiker.

## Karriere
Christy studierte an der University of British Columbia mit Bachelor-Abschluss (1935) und Master-Abschluss (1937) und wurde 1941 an der University of California, Berkeley, bei Robert Oppenheimer promoviert. Als Postdoktorand war er Instructor am Illinois Institute of Technology und danach Mitarbeiter im Manhattan-Projekt in Los Alamos bis 1946. Dort war er Teil der Theoriegruppe, wo er eine Vereinfachung des Implosionsmechanismus der Plutoniumbombe vorschlug (Kompression einer subkritischen Masse statt komplizierteren Schalen-Anordnungen die hohe Anforderungen an die Symmetrie der Implosion stellten). Sein Brute Force Design vom September 1944 wurde auch Christy-Gadget genannt. Er war auch an den ersten experimentellen Anordnungen für kritische Massen beteiligt, dem Wasserkocher-Reaktor (Water Boiler), einem Tank mit in Wasser gelöstem Uranylsulfat, an dem die Korrektheit der verwendeten Neutronenwirkungsquerschnitte in der Berechnung der Kritikalität getestet werden konnte. Kurz vor dem entscheidenden Wasserkocher-Experiment im Juni 1944 konnte Christy die kritische Masse im Voraus bis auf wenige Gramm korrekt angeben, wie das Experiment ergab.
Ab 1946 war er am Caltech, wo er Professor wurde, 1969/70 Vorstand seiner Fakultät war, 1970 bis 1986 Vizepräsident und Provost und 1977/78 Acting President. 1986 emeritierte er.
Er war Mitglied der National Academy of Sciences und Fellow der American Physical Society. Er war an einem Komitee des National Research Council zur Einschätzung der Gefahren aus Strahlenexposition beteiligt, unter anderem durch Auswertung der Daten aus den Atombombenabwürfen über Japan.
Ab etwa 1960 wandte er sich der Astrophysik zu und entwickelte frühe Computer-Modelle der Vorgänge im Sterninnern, wofür er 1967 die Eddington-Medaille der Royal Astronomical Society erhielt.
1969 wurde Christy in die American Academy of Arts and Sciences gewählt.
Er sollte nicht mit dem Physiker Robert Wentworth Christy (* 1922), Professor am Dartmouth College, verwechselt werden.